# Плещей, Александр Фёдорович
Алекса́ндр Фёдорович Плеще́й (Плещеев) — боярин, воевода, младший сын Фёдора Бяконта, выехавшего в XIV веке из Чернигова в Москву и бывшего затем боярином у великого князя Симеона Ивановича Гордого. Старший сын Фёдора Бяконта и брат Александра Плещея — Елевферий (впоследствии Алексий, митрополит всея Руси) носил фамилию отца, равно как и некоторые другие братья, Александр же сделался родоначальником Плещеевых, рода весьма многочисленного, а также и других родов, хотя и изменивших свою фамилию, но ведущих своё происхождение из рода Плещеевых, среди них: Басмановы, Субботины.
Впрочем, фамилию Плещеевых приняли также и некоторые отрасли родов его братьев.
Александр Фёдорович Плещей упоминается в летописях как воевода Костромской. В 1375 году, когда великий князь Дмитрий Иванович Донской стоял под Тверью, новгородские ушкуйники в числе 1500 человек на 70 лодках, называемых ушкуями, под начальством некоего Прокопа явились к Костроме, намереваясь приступить к её осаде в целях грабежа. Костромской воевода Александр Плещей во главе 5000 воинов вышел из города навстречу разбойникам. Прокоп только с частью войска вышел против Плещеева, другую же часть спрятал в засаде в ближайшем лесу. Увлечённые битвой воины Плещеева не заметили засады, хитрость удалась, разбойники, находившиеся в засаде, ударили в тыл войска Плещеева. Это решило дело в пользу ушкуйников, и они беспрепятственно вошли в город, предаваясь грабежу, а затем с той же целью отступив, направились к Нижнему Новгороду.
Имел единственного сына Даниила.